# Kosharski
Kosharski (del ruso: Кошарский) es un jútor del raión de Séverskaya, en el krai de Krasnodar de Rusia. Está situado entre el Kubán y las vertientes septentrionales del Cáucaso, 10 km al norte de Séverskaya y 27 km al suroeste de Krasnodar, la capital del krai. Tenía 7 habitantes en 2010.
Pertenece al municipio Afípskoye.